# Samsung Galaxy M34 5G
Il Samsung Galaxy M34 5G (presentato anche come Galaxy F34 5G) è uno smartphone di fascia media prodotto da Samsung, facente parte della serie Samsung Galaxy M (F).

## Caratteristiche tecniche

### Hardware
Il Galaxy M34/F34 5G è uno smartphone con form factor di tipo slate, le cui dimensioni sono 161,7 × 77,2 × 8,8 mm e pesa 208 grammi.
Il dispositivo è dotato di connettività GSM, HSPA, LTE e 5G, di Wi-Fi 802.11 a/b/g/n/ac dual-band con supporto a Wi-Fi Direct e hotspot, di Bluetooth 5.3 con A2DP e LE, di GPS con A-GPS, BeiDou, GALILEO e GLONASS e di NFC. Ha una porta USB-C 2.0 e un ingresso per jack audio da 3,5 mm.
È dotato di schermo touchscreen capacitivo da 6,5 pollici di diagonale, di tipo Super AMOLED Infinity-O, angoli arrotondati e risoluzione FHD+ 1080 × 2340 pixel. Supporta il refresh rate a 120 Hz. Come protezione usa il Gorilla Glass 5.
La batteria ai polimeri di litio da 6000 mAh non è removibile dall'utente. Supporta la ricarica ultra-rapida a 25 W.
Il chipset è un Samsung Exynos 1280 con CPU octa core (2 core a 2,4 GHz + 6 core a 2 GHz). La memoria interna di tipo UFS 2.2 è di 128 GB espandibili con microSD sino a 1 TB, mentre la RAM è di 6/8 GB.

### Fotocamera
La fotocamera posteriore ha un sensore principale da 50 megapixel, con apertura f/1.8, uno da 8 MP ultra-grandangolare e una da 2 MP per le macro, è dotata di autofocus PDAF, modalità HDR e flash LED, in grado di registrare al massimo video 4K a 30 fotogrammi al secondo, mentre la fotocamera anteriore è singola da 13 MP con registrazione video massimo in 4K@30 fps e supporto HDR.

### Software
Il sistema operativo è Android 13. Ha l'interfaccia utente One UI 5.1.